# Lohikeitto

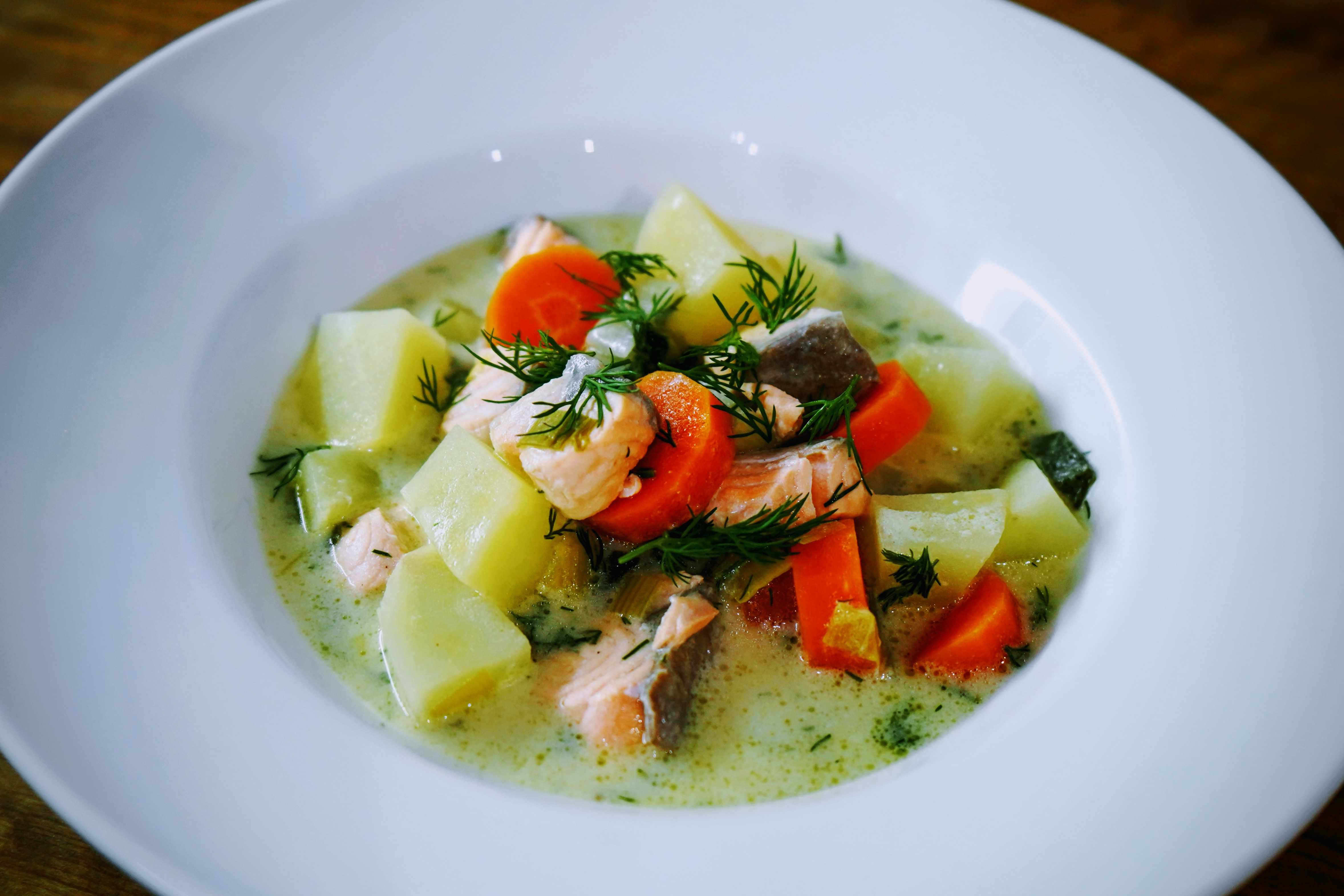
Lohikeitto

Lohikeitto (Fiński, laxsoppa po szwedzku) – popularne danie w Finlandii i krajach nordyckich. Składniki to m.in. filety łososia, gotowane ziemniaki i pory. Danie podaje się gorące, doprawione koperkiem. Obecnie dyskutuje się, czy mleko powinno być uznane jako składnik.